# Teleopsis thaii
Teleopsis thaii är en tvåvingeart som beskrevs av Foldvari och Carr 2007. Teleopsis thaii ingår i släktet Teleopsis och familjen Diopsidae.
Artens utbredningsområde är Thailand. Inga underarter finns listade i Catalogue of Life.